# 费利克斯·魏因加特纳
保罗·费利克斯·冯·魏因加特纳（德語：Paul Felix von Weingartner，1863年6月6日—1942年5月7日），奥地利指挥家，作曲家。

## 生平
生于一个下层贵族家庭，1883年到魏玛从李斯特学习，之后在德国各地歌剧院担任指挥。1891年他执掌柏林皇家歌剧院，后来又到维也纳国家歌剧院接替马勒的职位。1927年他移居瑞士，1940年在伦敦演出了最后一场音乐会。他是当时最出色的指挥家之一，其古典主义指挥风格在历史上影响很大。他留下了史上第一套贝多芬交响曲全集的录音。作为作曲家，他也作有很多作品，例如多达七部的交响曲。